# Dictionnaire de la pensée écologique
 (juin 2018).
Le Dictionnaire de la pensée écologique est un dictionnaire paru en 2015 dont les entrées concernent l'écologie en général : l'écologie scientifique, l'écologie politique, l'écologisme, ainsi que des réflexions sur l'état de la planète. L'ouvrage collectif, édité aux Presses universitaires de France par Dominique Bourg et Alain Papaux, comprend 357 articles, rédigés par 233 auteurs.

## Thèmes
Les entrées concernent :
- Des notions fondamentales, notamment l'Agenda 21, le climat, la décroissance économique, la pensée écologique, la pollution ;
- Des livres en lien avec l'écologie, de Jean Dorst, Paul Ehrlich, de Michel Serres.
- D'autres textes ou rapports en lien avec l'écologie, comme la Charte de l'environnement, le rapport Brundtland et le rapport Stern.
- des auteurs dont les contributions sont considérées comme significatives, notamment Charles Fourier, Gandhi, Élisée Reclus, ou encore Vladimir Vernadski ;
- Des institutions et des ONG, les Amis de la Terre, Greenpeace, l'Union internationale pour la conservation de la nature, le Fonds mondial pour la nature.

Lorsque cela a été jugé nécessaire, certains termes ont fait l'objet de deux articles présentant deux points de vue différents, ainsi pour les entrées concernant la notion d'anthropocène, de catastrophisme, ou encore de transition écologique.